# تورانوسوكي تاكاجي
تورانوسوكي تاكاجي مواليد 12 فبراير 1974 في شيزوكا، شيزوكا، شيزوكا، اليابان، هو سائق فورملا 1 ياباني سابق بدأ مسيرته الاحترافية سنة 1998. كان أول سباق له هو جائزة أستراليا الكبرى 1998. خاض خلال مسيرته 32 سباقاً.

## سباقات شارك فيها
- سوبر فورمولا
- بطولة العالم للكارتينغ
- البطولة الأمريكية لسباق السيارات
- بطولة فورمولا 3 اليابانية
- سلسلة إندي كار
- إنديانابوليس 500

## وصلات خارجية
- تورانوسوكي تاكاجي على موقع Racing-Reference.info (الإنجليزية)
- تورانوسوكي تاكاجي على موقع DriverDB.com (الإنجليزية)

- الموقع الرسمي